# 前缀代理
DHCPv6前缀代理（PD，Prefix Delegation）是由Cisco公司提出的一种前缀分配机制，并在RFC3633中得以标准化。
在一个层次化的网络拓扑结构中，不同层次的IPv6地址分配一般是手工指定的。手工配置IPv6地址扩展性不好，不利于IPv6地址的统一规划管理。通过DHCPv6前缀代理机制，下游网络设备不需要再手工指定用户侧链路的IPv6地址前缀，它只需要向上游网络设备提出前缀分配申请，上游网络设备便可以分配合适的地址前缀给下游设备，下游设备把获得的前缀（一般前缀长度小于64）进一步自动细分成64前缀长度的子网网段，把细分的地址前缀再通过路由通告（RA）至与IPv6主机直连的用户链路上，实现IPv6主机的地址自动配置，完成整个系统层次的地址布局。
IP网络通常被划分为多个子网，在同一子网的计算机具有相同的地址的前缀。例如，在典型的家庭网络中，使用IPv4协议的话，该子网用CIDR符号可能表示192.168.1.0/24。在IPv4环境下，通常在家庭网络中使用的专用网络地址，是无法在广域网路由的。其在连接到广域网时，需要使用网络地址转换技术。企业网络通常需要手动设置的子网前缀。而在IPv6环境下，由于自始至终使用全局唯一地址，因此，即使家庭网络也需要下发可路由的公网IP地址给主机。
显而易见，大规模地手工配置网络不切实际。所以在IPv6环境下，DHCPv6前缀代理被用于从上游网络获得网络地址前缀，并允许其向下游继续自动分配可路由的地址。这种工作模式的典型案例是，在一个家庭网络中，主路由器通过DHCPv6协议从运营商请求一个网络前缀，成功之后，通过DHCPv6或SLAAC协议在家庭网络上进行路由广播。
大多数运营商的固网宽带服务都支持通过DHCPv6前缀代理为用户原生IPv6服务。然而，3G或LTE等蜂窝网络却没有广泛支持。通常情况下，蜂窝网络将一个固定的/64子网路由到用户侧。即便如此，个人热点仍然可以通过如邻居发现代理等其他技术使用IPv6。这里不支持DHCPv6前缀代理的原因之一是，运营商希望能将使用的地址聚合成单一一条路由。为了解决这个问题，RFC6603定义了一个可选的机制和相关DHCPv6选项，以允许分配前缀代理时，从地址池中排除指定的一段。